# Dakosaurus
Dakosaurus („kousavý ještěr“) byl krokodýlovitý mořský tvor příbuzný vzdáleně dnešním krokodýlům (klad Thalattosuchia, čeleď Metriorhynchidae). Žil v období pozdní jury až rané křídy, zhruba před 157 až 137 miliony let na území dnešní Evropy, Argentiny a Mexika.

## Popis a význam

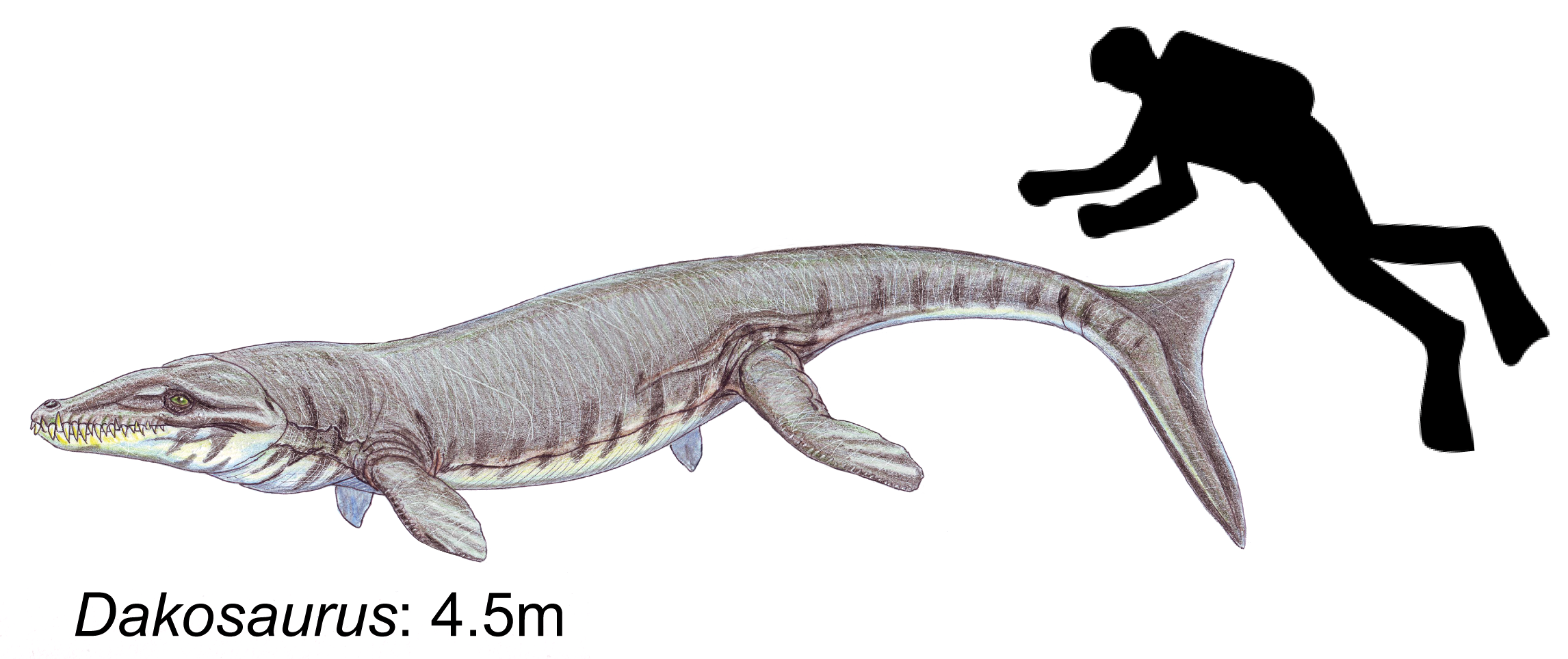
Velikostní srovnání druhu Dakosaurus maximus s člověkem

Nejspíš šlo o kosmopolitně rozšířený druh mořského dravce. Hydrodynamicky tvarované tělo tohoto plaza bylo dlouhé 4 až 5 metrů, což odpovídá velikosti mohutných současných krokodýlů. Na rozdíl od nich byl ale dakosaurus adaptován lépe na život v mořích a byl zřejmě podstatně lepším plavcem. Předpokládá se, že byl vybaven solnými žlázami a mohl rodit živá mláďata přímo do vody (podobně jako ichtyosauři). Mohutné zuby naznačují, že tito draví plazi mohli být dominantními predátory svých ekosystémů, ačkoliv nedosahovali velikosti obřích pliosaurů. V současnosti jsou rozlišovány dva platné druhy tohoto rodu, D. maximus a D. andiniensis, popsaný roku 1996 z Argentiny.
Tito mořští krokodýlovití plazi vykazovali velké množství pokročilých adaptací (anatomických a fyziologických přizpůsobení) pro život v mořích. Mezi tyto adaptace mohla patřit i přítomnost zpětně "uzavíratelných" nozder.
Příbuzným rodem byl například Torvoneustes, známý z území Evropy i z Mexika. Fosilní zuby podobného tvora byly objeveny také na území České republiky (u Štramberka).